# Vittime della notte dei lunghi coltelli

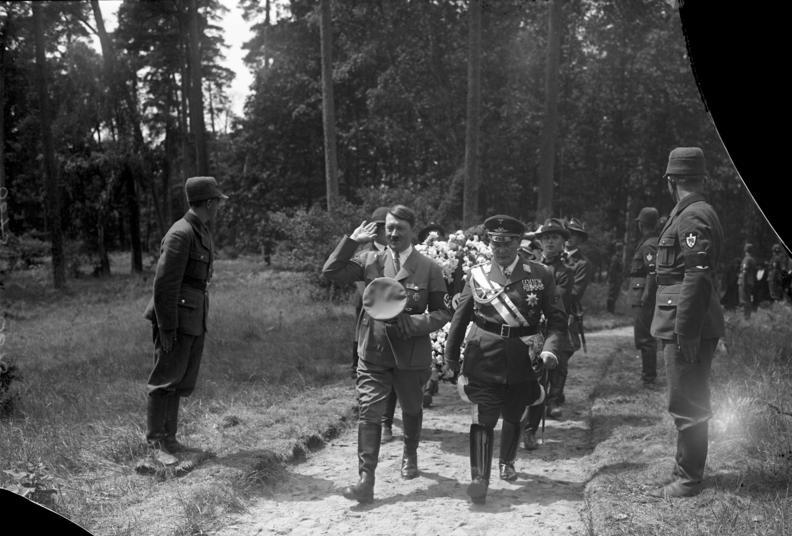
Adolf Hitler insieme ad Hermann Göring nei giorni precedenti alla notte dei lunghi coltelli.

La notte dei lunghi coltelli, in tedesco Nacht der langen Messer, e ricordata in Germania come Röhm-Putsch, fu l'epurazione nazista dei vertici delle Sturmabteilungen, o SA, avvenuta, per ordine di Adolf Hitler, la notte del 30 giugno 1934 nella cittadina bavarese di Bad Wiessee, dove, secondo i dati forniti dallo stesso Cancelliere del Reich, furono assassinate 71 persone, ma si ritiene che il totale di vittime dell'epurazione, che proseguì in tutta la Germania fino al 2 luglio, sia di circa 200.

## Elenco delle vittime
Le esecuzioni iniziarono la notte del 30 giugno 1934 e proseguirono fino alle 04.00 del 2 luglio quando Hitler vi pose ufficialmente termine: i vertici delle SA furono decapitati, così come erano stati eliminati vecchi ufficiali da sempre ostili al regime nazista ed oppositori della classe conservatrice, ma non fu possibile stabilire con esattezza il numero totale delle vittime, militari e civili, della "notte dei lunghi coltelli".

### 30 giugno
1. Otto Ballerstadt - ex capo del "Bayernbund", un gruppo politico secessionista in Baviera
2. Fritz Beck - direttore del Fondo per gli studenti di Monaco di Baviera
3. Karl Ernst - membro del Reichstag, leader delle SA a Berlino
4. Gustav Fink
5. Alexander Glaser - avvocato
6. Ernestine Zoref
7. Hans Hayn - membro del Reichstag, leader delle SA della Sassonia
8. Edmund Heines - leader delle SA in Slesia e vice di Ernst Röhm
9. Hans Adam von Heydebreck - membro del Reichstag, Gruppenführer delle SA
10. Joachim Hoffmann
11. Kuno Kamphausen
12. Gustav von Kahr - ex primo ministro della Baviera
13. Eugen von Kessel
14. Erich Klausener - capo del dipartimento di polizia del ministero degli affari interni prussiano
15. Fritz von Kraußer - membro del Reichstag
16. Heinrich Nixdorf
17. Fritz Pleines
18. Hans Ramshorn -  membro del Reichstag, brigadeführer e capo della polizia di Gleiwitz
19. Kurt von Schleicher - generale ed ex cancelliere della Germania
20. Elisabeth von Schleicher - moglie di Kurt
21. Theodor Schmidt
22. Wilhelm Eduard Schmid[4]
23. August Schneidhuber - membro del Reichstag, capo della polizia di Monaco
24. Emil Sembach - membro del Reichstag, ex generale delle SS
25. Hans Erwin von Spreti-Weilbach - aiutante di campo di Ernst Röhm
26. Gregor Strasser - ex leader dell'ala sinistra del partito nazista
27. Gerd Voss
28. Eberhard von Wechmar

### 1º luglio
1. Karl Belding
2. Erwald Kuppel Bergman
3. Veit Ulrich von Beulwitz
4. Alois Bittmann
5. Franz Bläsner
6. Herbert von Bose - capo ufficio stampa del vice cancelliere Franz von Papen
7. Kurt Engelhardt
8. Ernst Ewald Martin
9. Walther Förster
10. Fritz Gerlich - giornalista, editore del settimanale cattolico di Monaco Der Gerade Weg
11. Daniel Gerth
12. Robert Heiser
13. Edgar Julius Jung - esponente della Rivoluzione conservatrice, consigliere del vice cancelliere Von Papen
14. Willi Klemm
15. Hans-Karl Koch - membro del Reichstag, generale delle SA
16. Erich Lindemann
17. Karl Lämmermann
18. Gotthard Langer
19. Karl Lipinsky
20. Hermann Mattheiß
21. Walter von Mohrenschildt
22. Lamberdus Ostendorp
23. Otto Pietrzok
24. Robert Reh
25. Ernst Röhm - ministro senza portafoglio e comandante delle SA
26. Paul Röhrbein - capitano delle SA
27. Wilhelm Sander
28. Erich Schieweck
29. Konrad Schragmüller - membro del Reichstag, capo della polizia di Magdeburgo
30. Joachim Schröder
31. Max Schuldt
32. Walter Schulz
33. Hans Schweighart
34. Bernhard Stempfle - prete cattolico e consigliere di Hitler
35. Otto Stucken
36. Othmar Toifl
37. Erwin Villain
38. Max Vogel - autista di Ernst Röhm
39. Karl Zehnter
40. Alexander Zweig
41. Jeannette Zweig

### 2 luglio
1. Ferdinand von Bredow -  generale, già ministro della guerra e capo dell'Abwehr
2. Georg von Detten
3. Herbert Enders
4. Ludwig Engels
5. Hans-Joachim von Falkenhausen - Capo di Stato Maggiore delle SA
6. Karl-Günther Heimsoth - già dirigente della sinistra del NSDAP, informatore del Partito comunista tedesco
7. Oskar Heines -  leader delle SA a Breslavia
8. Anton von Hohberg und Buchwald - Obergruppenführer delle SS
9. Heinrich Johann König
10. Ulrich Friedrich Kopp
11. Ewald Köppel
12. Adalbert Probst - direttore dell'associazione cattolica Deutsche Jugendkraft-Sportverbands
13. Martin Schätzl
14. Hans Walter Schmidt - ufficiale delle SA
15. Max Schulze
16. Julius Uhl